# Zingiber wrayi
Zingiber wrayi là một loài thực vật có hoa trong họ Gừng. Loài này được Henry Nicholas Ridley miêu tả khoa học đầu tiên năm 1904 dựa theo mô tả trước đó của David Prain.

## Mẫu định danh
Mẫu định danh bao gồm:
- Zingiber wrayi var. wrayi: Wray L. 3735; do nhà thực vật học người Anh Leonard Wray (1853-1942) thu thập ở cao độ 90–100 m, Thượng Perak, bang Perak, Malaysia. Mẫu holotype được lưu giữ tại Vườn Thực vật Singapore (SING).
- Zingiber wrayi var. halabala: Hj. Mohamed Nur bin Mohamed Ghous 18569; thu thập năm 1927 ở cao độ 550 m, tọa độ 2°47′25″B 104°10′9″Đ / 2,79028°B 104,16917°Đ, đảo Tioman, huyện Rompin, bang Pahang, Malaysia. Mẫu holotype được lưu giữ tại Vườn Thực vật Singapore (SING).

## Từ nguyên
Tính từ định danh wrayi hoặc wrayii là để vinh danh nhà thực vật học người Anh Leonard Wray (1853-1942), người thu thập mẫu định danh loài.

## Phân bố
Loài này có tại Malaysia bán đảo (các bang Johor, Pahang, Perak, Terengganu), Thái Lan bán đảo (tỉnh Narathiwat). Môi trường sống là rừng, ở cao độ 90–300 m.

## Phân loại
Gồm 2 thứ là:
- Zingiber wrayi var. wrayi:[6] Nguyên chủng.
- Zingiber wrayi var. halabala:[7][8]

## Mô tả
Cây thảo cao 30–200 cm, màu ánh hồng ở gốc. Lá hình elip hình mác, nhẵn nhụi, 23-30 x 7,5–10 cm, đỉnh nhọn thon-hình đuôi, đáy hẹp hình nêm; cuống lá gần như không có hoặc rất ngắn, dài không quá 2 mm. Lưỡi bẹ 2 thùy sâu, các thùy mỏng, thuôn tròn rộng, dài tới 5 mm, nhẵn nhụi hoặc rất thưa lông. Cán hoa cao 7–30 cm, được các bẹ lớn dài tới 6 cm có lông ở đỉnh bao bọc lỏng lẻo. Cành hoa bông thóc cao 7,5–9 cm (trục  cụm hoa tới 6 cm), rộng 6 cm, hình trứng tới hình nón ngược. Lá bắc mỏng nhưng mọng, hình elip, đỉnh thuôn tròn hoặc nhọn ngắn, màu ánh đỏ, dài ~4,2 cm, rộng 1,8–2 cm (các lá bắc thấp nhất rộng tới 2,5 cm), có lông ngắn, mép hơi cụp trong. Lá bắc con dạng mo, dài 4 cm, nhọn, hẹp, có lông áp ép ngắn, màu ánh hồng. Hoa đơn độc màu từ vàng nhạt tới vàng. Đài hoa với bầu nhụy dài ~2,8 cm, chẻ sâu một bên. Ống tràng dài ~4,3 cm; các thùy tràng dài ~2,1 cm, nhọn, mép hơi cụp trong về phía đỉnh, màu vàng nhạt; thùy tràng lưng rộng trên 1 cm gần đáy; các thùy tràng bên hẹp hơn, tiếp giáp với cánh môi nhưng không hợp sinh. Cánh môi màu vàng nhạt với điểm, đốm và gân không đều màu tía tới tía sẫm, 3 thùy, dài bằng thùy tràng hoa; thùy giữa hình trứng với mép hơi nhăn, đỉnh hầu như không rộng đầu, rộng khoảng 3/4 tổng chiều dài cánh môi; các thùy bên thuôn tròn, thẳng đứng hai bên bao phấn, dài không quá 1 cm từ đáy cánh môi tới đỉnh thùy bên và dài 6 mm từ điểm nối với thùy giữa tới đỉnh. Bao phấn thẳng hẹp, chỉ nhị rất ngắn; túi phấn dài gần 1,5 cm; phần phụ dài ~0,8-1,3 cm, màu tía sẫm, cong. Nhụy lép dài 7 mm. Không thấy quả. Hoa nở buổi chiều, vào khoảng 16h.
Cụm hoa tương tự như ở Z. kunstleri nhưng nhỏ hơn và lá rộng hơn. Cũng tương tự như Z. inflexum nhưng có lá rộng hơn với cuống lá ngắn hơn, lá bắc hẹp hơn và hoa khác màu. Nó cũng gần với Z. gramineum nhưng rất khác ở chỗ lá rộng hơn.

## Hình ảnh

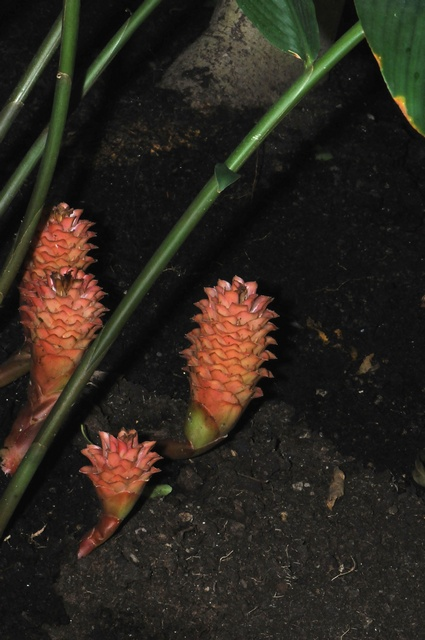
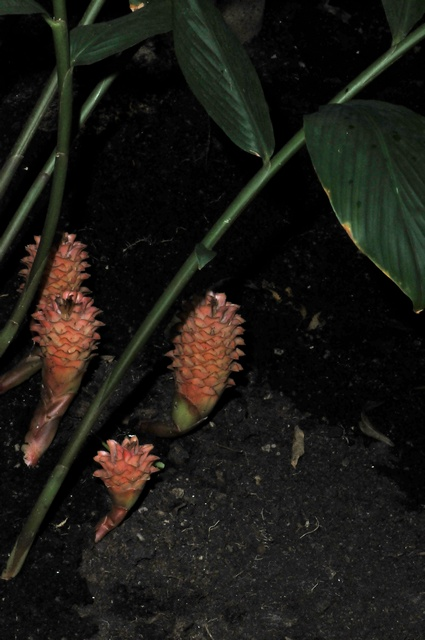
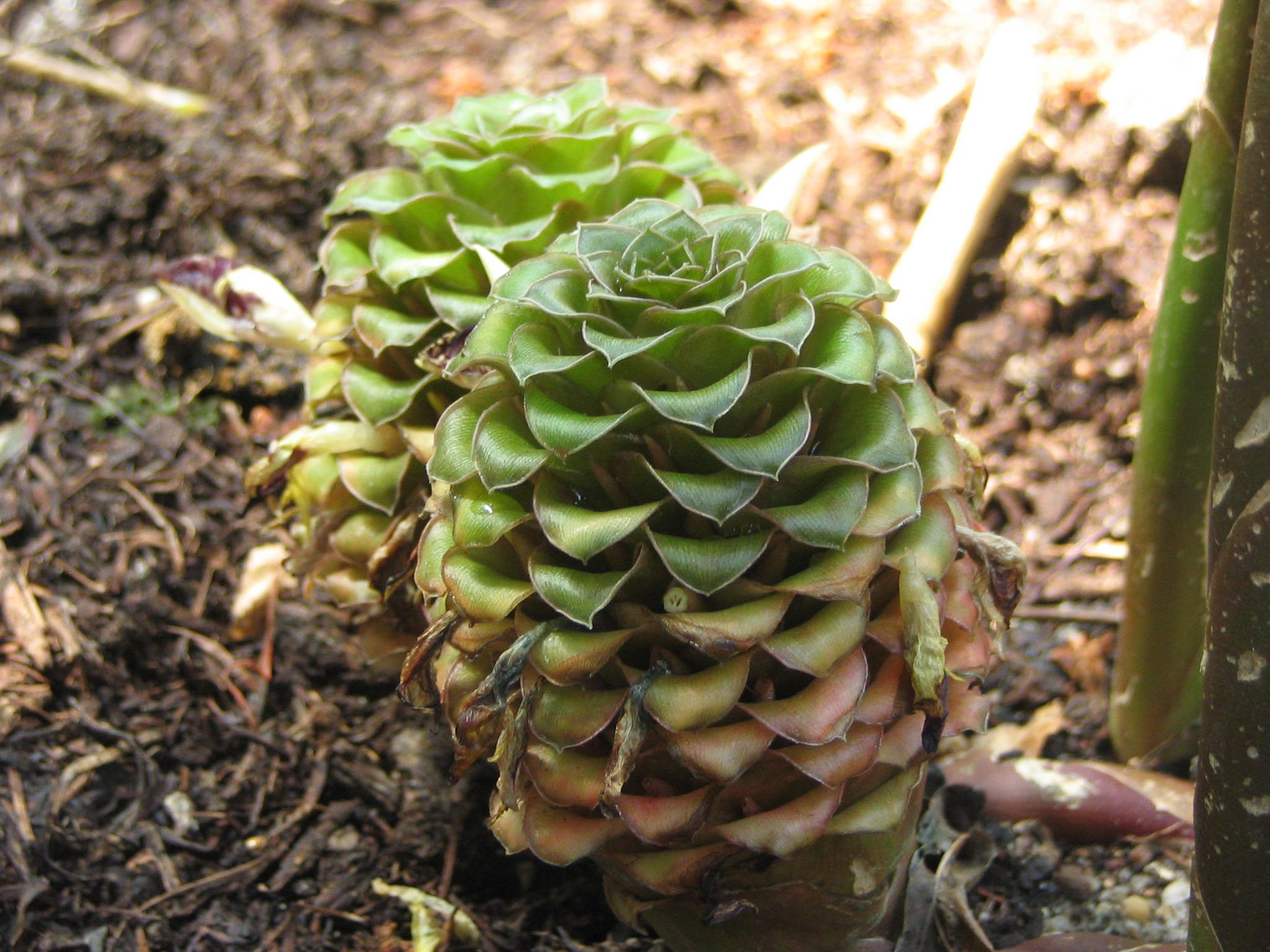